# Etnarca
Etnarca (grec antic: ἐθνάρχης) es refereix generalment a un lideratge polític d'un grup ètnic comú o regne homogènia. La paraula es deriva de les paraules gregues ἔθνος (ethnos, "tribu/nació", orígens del mot ètnia) i ἄρχων (àrkhon, "líder/cap", d'on prové el mot arcont).

## Antiguitat
El títol apareix per primera vegada a l'hel·lenístic Orient Mitjà, possiblement a Judea. S'utilitza en la regió, fins i tot després que aquesta caigui sota el domini de Roma, i al principi de l'Imperi Romà, per referir-se als governants dels regnes vassalls que no arriben al nivell de reis. Els romans usaven els termes natio (nació) i gens per a un poble com una entitat genètica i cultural, independentment de la seva condició d'Estat polític.
El més conegut és probablement Arquelau de Judea, fill d'Herodes el Gran, que va ser etnarca de Samaria, Judea (bíblica Judà) i Idumea (bíblica Edom), des de la mort del seu pare l'any 4 aC al 6 dC. Aquesta regió és coneguda com la tetrarquia de Judea. El seu germà Felip va rebre el nord-est del regne i era d'estil tetrarca (govern compartit per tetra, "quatre" en grec antic), i Herodes Antipas va rebre Galilea i va dur el mateix títol. En conseqüència, el títol d'Arquelau el va distingir com el governant principal, valor més alt que els tetrarques i el cap de la nació jueva; aquestes tres sobiranies es trobaven en un sentit reunificada sota Herodes Agripa des de l'any 41 al 44.
Anteriorment, Hircà II, un dels posteriors governants asmoneus de Judea, havia tingut també el títol d'etnarca, així com el de summe sacerdot.

## Imperi Romà d'Orient
Els romans d'Orient utilitzaren el terme genèric per referir-se als governants de tribus bàrbares o regnes fora de les fronteres del seu imperi. En un context cristià, eren Ethnikos, que significava "pagà"; alguns Pares de l'Església utilitzen el terme ethnarches per designar els déus pagans nacionals. Al segle x, el terme va adquirir un sentit més tècnic, quan se li va donar a diversos alts comandants. Malgrat que la naturalesa específica del títol no està testimoniada, en general s'accepta que en els segles x i XI, tenia el significat de comandants del contingent de mercenaris estrangers que prestaven serveis a l'exèrcit romà d'Orient.

## Imperi Otomà
Més ben diferent és el cas dels etnarques de comunitats minoritàries, especialment dins de l'islàmic Imperi Otomà (conqueridor dels territoris romans d'Orient) que van ser reconeguts com a entitats legals (mill) i això els permetia d'ésser escoltats pel govern a través d'un representant reconegut oficialment, encara que sense personalitat política.
Quan el sultà otomà Mehmet II va decidir donar a aquest diàleg un caràcter més formal, l'opció lògica per les principals comunitats cristianes ortodoxes era el greco-ortodox Patriarca de Constantinoble. Els ortodoxos orientals (armenis, sirians, coptes) estaven representats pel Patriarcat Armeni de Constantinoble. En menor mesura, la també influent diàspora jueva tenia una posició similar mitjançant el Hakham Baixi, és a dir, el cap rabí.

## Grècia moderna
En el llenguatge grec modern, el terme té la connotació de "pare de la nació", i és àmpliament usat com un epítet aplicat als líders polítics més influents de l'hel·lenisme modern: Elevthérios Venizelos, l'arquebisbe Macari (per Xipre), i de vegades Konstandinos Karamanlís.